# Wladimir Arzumanian
Wladimir Arzumanian (orm. Վլադիմիր Արզումանյան; ur. 26 maja 1998 w Stepanakercie) – ormiański piosenkarz i tancerz. Zwycięzca 8. Konkursu Piosenki Eurowizji Junior (2010).

## Życiorys
Wladimir urodził się 26 maja 1998 roku w Stepanakercie w rodzinie muzyków. Uczęszczał do szkoły nr. 1 im. Chaczatur Abowiana. 
5 września 2010 z utworem „Mama” zwyciężył w finale programu Junior Eurosong, dzięki czemu reprezentował Armenię w 8. Konkursu Piosenki Eurowizji Junior. 20 listopada zwyciężył w finale konkursu, zostając pierwszym reprezentantem Armenii, który tego dokonał. W 2020 z utworem „What's Going on Mama” zajął trzecie miejsce w finale programu Depi Ewratesil 2020 wyłaniającego reprezentanta Armenii w 65. Konkursie Piosenki Eurowizji. 11 grudnia 2022 wystąpił gościnnie z utworem „Mama” w finale jubileuszowego 20. Konkursu Piosenki Eurowizji Junior w Erywaniu.
W styczniu 2022 poślubił Annę Harutjunjani.